# Oscar 2025
A 97.ª cerimônia de entrega dos Academy Awards, ou Oscars 2025 (no original em inglês: 97th Academy Awards), foi apresentada pela Academia de Artes e Ciências Cinematográficas (AMPAS) e homenageou os melhores atores, técnicos e filmes de 2024. Ocorreu no Teatro Dolby, em Los Angeles, Califórnia, em 2 de março de 2025.
Durante a cerimônia, os prêmios foram entregues em 23 categorias. A cerimônia foi televisionada nos Estados Unidos pelo canal ABC, sendo produzida por Raj Kapoor e Katy Mullan, com Hamish Hamilton como diretor, e apresentada pela primeira vez pelo comediante Conan O'Brien.
No Brasil, a cerimônia foi transmitida na televisão aberta, fechada e no streaming. Em rede aberta, a TV Globo transmitiu a entrega dos prêmios para todo Brasil (exceto Rio de Janeiro). Nos canais pagos, a transmissão foi realizada pela TNT. A transmissão do streaming ficou por conta da Max. Emilia Pérez liderou as indicações com 13. Anora foi o vencedor da noite com cinco prêmios, incluindo Melhor Filme. Outros destaques foram O Brutalista, que levou três prêmios; Dune: Part Two, Emilia Pérez e Wicked, cada um com duas estatuetas; e Conclave, Flow, I'm Not a Robot, Ainda Estou Aqui, In the Shadow of the Cypress, No Other Land, The Only Girl in the Orchestra, A Verdadeira Dor e A Substância, cada um com um prêmio. A cerimônia foi assistida por 19,7 milhões de espectadores nos Estados Unidos.

## Cronograma
Conforme a Academia, as principais datas e eventos do Oscar 2025 são os seguintes:
| Datas                   | Eventos                                         |
| ----------------------- | ----------------------------------------------- |
| 14 de novembro de 2024  | Prazo geral de envio de categorias de inscrição |
| 17 de novembro de 2024  | Governors Awards                                |
| 9 de dezembro de 2024   | Começa a votação preliminar                     |
| 13 de dezembro de 2024  | Fim da votação preliminar                       |
| 17 de dezembro de 2024  | Anúncio dos finalistas do Oscar                 |
| 31 de dezembro de 2024  | Encerramento do período de elegibilidade        |
| 8 de janeiro de 2025    | Aberta a votação das candidaturas               |
| 12 de janeiro de 2025   | Encerramento da votação das candidaturas        |
| 23 de janeiro de 2025   | Anúncio das indicações*                         |
| 10 de fevereiro de 2025 | Almoço oficial dos indicados                    |
| 11 de fevereiro de 2025 | Começa a votação final                          |
| 18 de fevereiro de 2025 | Oscar Científico ou Técnico                     |
| 18 de fevereiro de 2025 | Fim da votação final                            |
| 2 de março de 2025      | Cerimônia do Oscar 2025                         |

- Previsto originalmente para o dia 17 de janeiro, o anúncio dos indicados ao 97.° Oscar foi adiado para o dia 19 de janeiro, sendo posteriormente adiado para o dia 23 de janeiro devido aos Incêndios na Califórnia.

## Vencedores e indicados
Os indicados ao Oscar 2025 foram anunciados em 23 de janeiro de 2025, pela atriz Rachel Sennott e pelo ator Bowen Yang, no Samuel Goldwyn Theater, em Beverly Hills. Emilia Pérez se tornou o filme em língua não inglesa com o maior número de indicações na história da premiação, superando O Tigre e o Dragão (2000) e Roma (2018), ambos com 10 indicações. A atriz espanhola Karla Sofía Gascón se tornou a primeira pessoa abertamente transgênero indicada em uma categoria de atuação. Emilia Pérez e Ainda Estou Aqui são também o 10.º e o 11.º filmes em língua não inglesa a serem indicados simultaneamente para Melhor Filme e Melhor Filme Internacional no mesmo ano; esta é a primeira vez que dois filmes são indicados a ambas as categorias.
Aos 29 anos, Timothée Chalamet tornou-se o ator mais jovem a receber duas indicações para Melhor Ator desde James Dean, em 1957. Yura Borisov se tornou o primeiro ator russo indicado ao prêmio desde Mikhail Baryshnikov, por The Turning Point (1978). Pela direção da sátira de terror corporal A Substância, Coralie Fargeat tornou-se a 9.ª mulher a ser indicada para Melhor Direção. Ainda Estou Aqui se tornou o primeiro filme em língua portuguesa a ser indicado na categoria de Melhor Filme e a vencer Melhor Filme Internacional. Na área de animação, Flow se tornou o segundo longa a ser indicado simultaneamente a Melhor Animação e Melhor Filme Internacional, após Flee (2021). Memórias de um Caracol tornou-se o segundo filme animado com classificação indicativa para maiores de 18 anos a concorrer em Melhor Animação, seguindo Anomalisa (2015), outra animação em stop motion.
Jacques Audiard (Emilia Pérez) e Sean Baker (Anora) receberam quatro indicações cada, tornando-se o oitavo e o nono indivíduo a alcançar esse feito em um único ano. Além disso, todos os indicados em Melhor Direção — Audiard, Baker, Brady Corbet (O Brutalista), Coralie Fargeat (A Substância) e James Mangold (A Complete Unknown) — são estreantes na categoria. Corbet, Fargeat e Mangold receberam três indicações cada. A última vez que a disputa pelo prêmio de direção contou exclusivamente com indicados inéditos foi em 1998. Pela primeira vez desde 1978, todos os filmes com indicadas em Melhor Atriz também concorrem em Melhor Filme. O mixador de som Andy Nelson reforçou seu status como um dos profissionais mais reconhecidos da Academia, ao receber uma indicação por Wicked. Com um total de 25 indicações ao longo de sua carreira, ele é a segunda pessoa viva mais indicada ao Oscar, atrás apenas de John Williams, que acumula 54 indicações.
As quatro vitórias de Sean Baker empataram com as de Walt Disney como o maior número de Oscars conquistados por uma pessoa no mesmo ano. Ele é a única pessoa a ganhar quatro prêmios em uma mesma noite pelo mesmo filme. Aos 25 anos, Mikey Madison (por Anora) tornou-se a nona atriz mais jovem a vencer na categoria de Melhor Atriz, além de ser a segunda intérprete nascida na década de 1990 a ganhar nessa categoria, após Jennifer Lawrence. Kieran Culkin (por A Verdadeira Dor) tornou-se o primeiro ator desde Christopher Plummer em 2012 a vencer como Melhor Ator Coadjuvante por um filme que não foi indicado para Melhor Filme. Com sua vitória como Melhor Atriz Coadjuvante, Zoë Saldaña (por Emilia Pérez) é a primeira norte-americana de origem dominicana a ganhar um Oscar. O vencedor de Melhor Documentário, No Other Land, é o primeiro filme palestino a ganhar um Oscar, e seu co-diretor, Basel Adra, tornou-se o primeiro cineasta palestino a vencer o prêmio. Paul Tazewell (por Wicked) é o primeiro homem negro, e o segundo figurinista negro no geral, a vencer na categoria de Melhor Figurino. Com sua vitória como Melhor Filme Internacional, Ainda Estou Aqui tornou-se o primeiro filme brasileiro a ganhar um Oscar.

### Prêmios

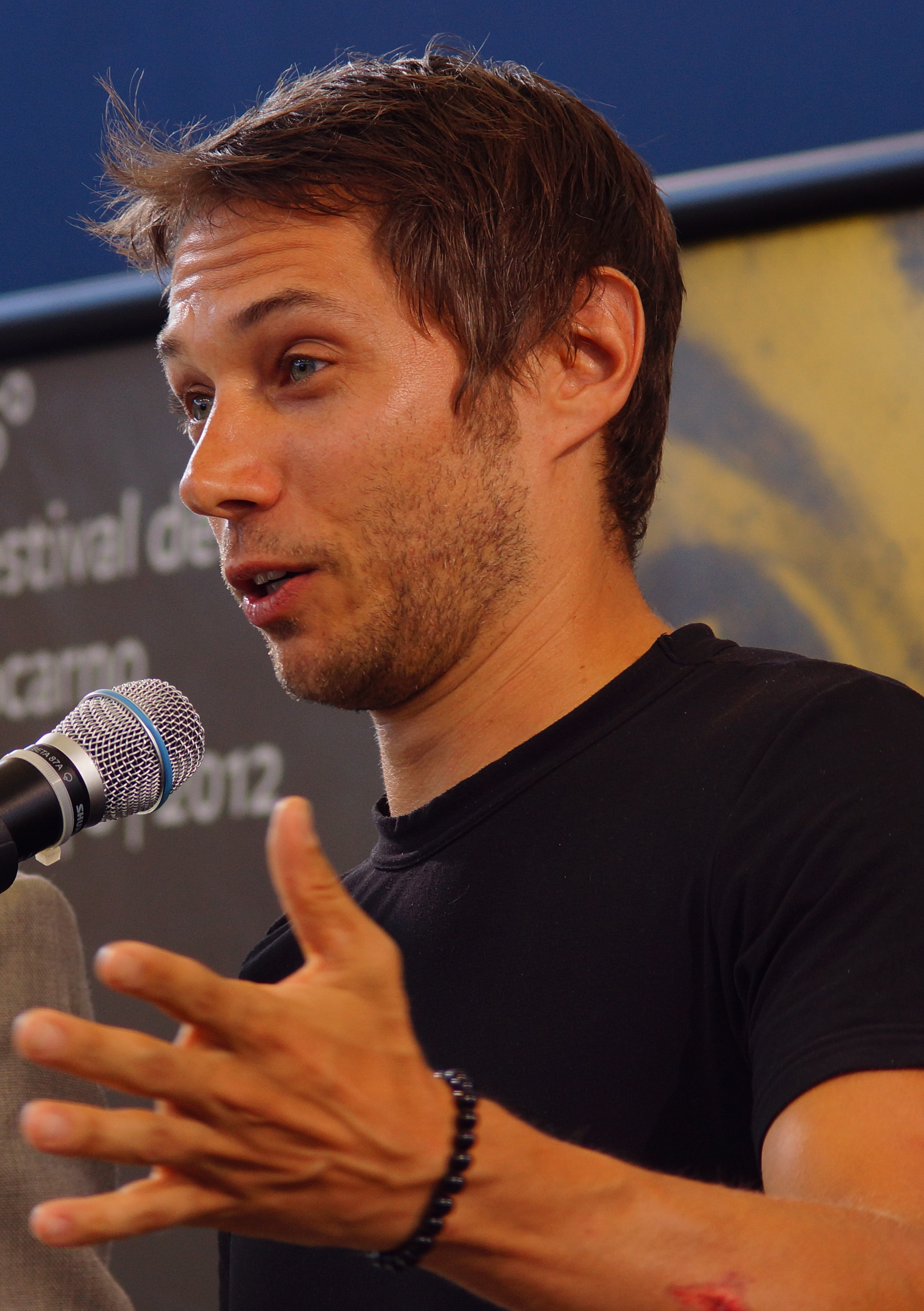
Sean Baker, co-vencedor de Melhor Filme e vencedor de Melhor Direção, Melhor Roteiro Original e Melhor Edição

Adrien Brody, vencedor de Melhor Ator

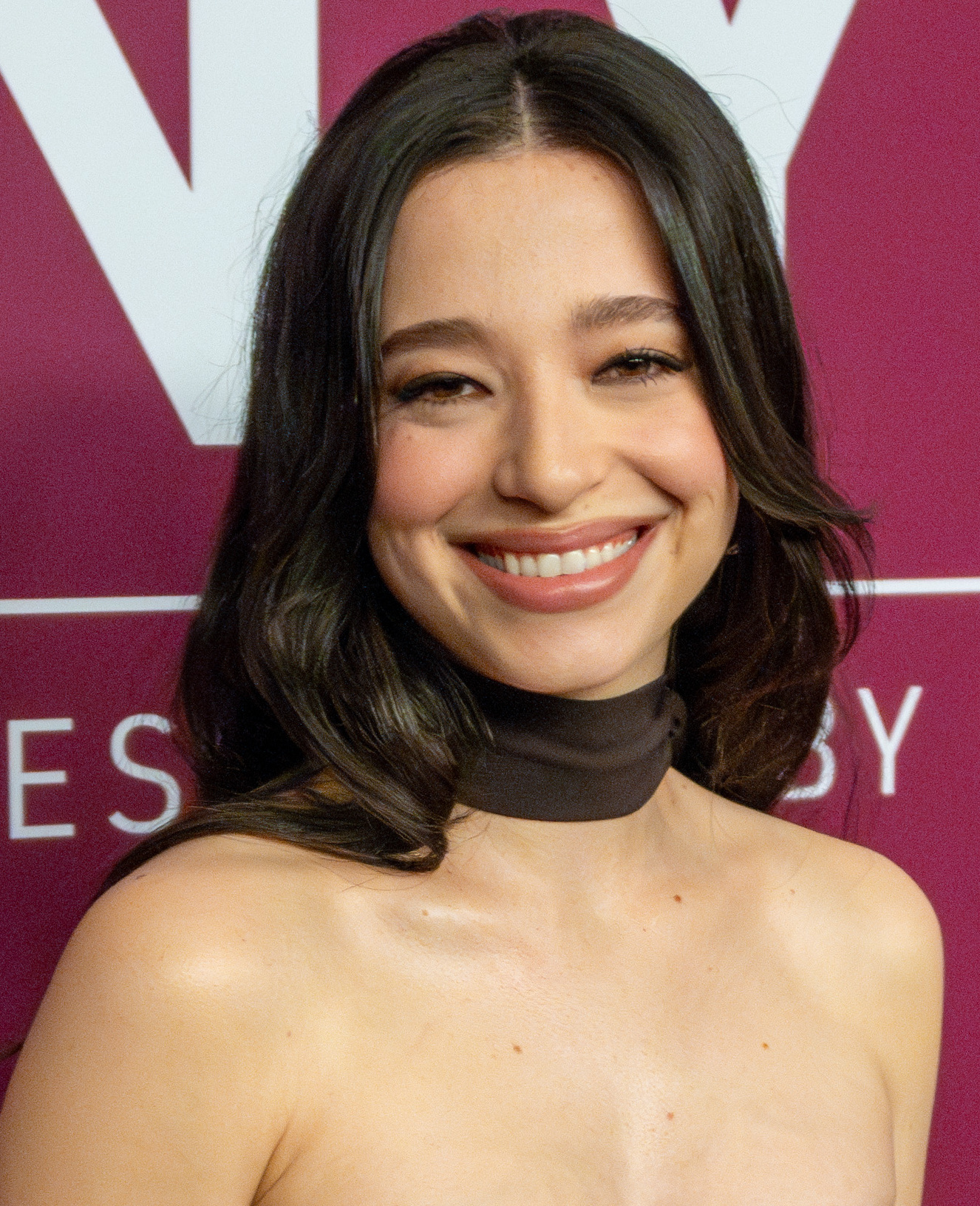
Mikey Madison, vencedora de Melhor Atriz

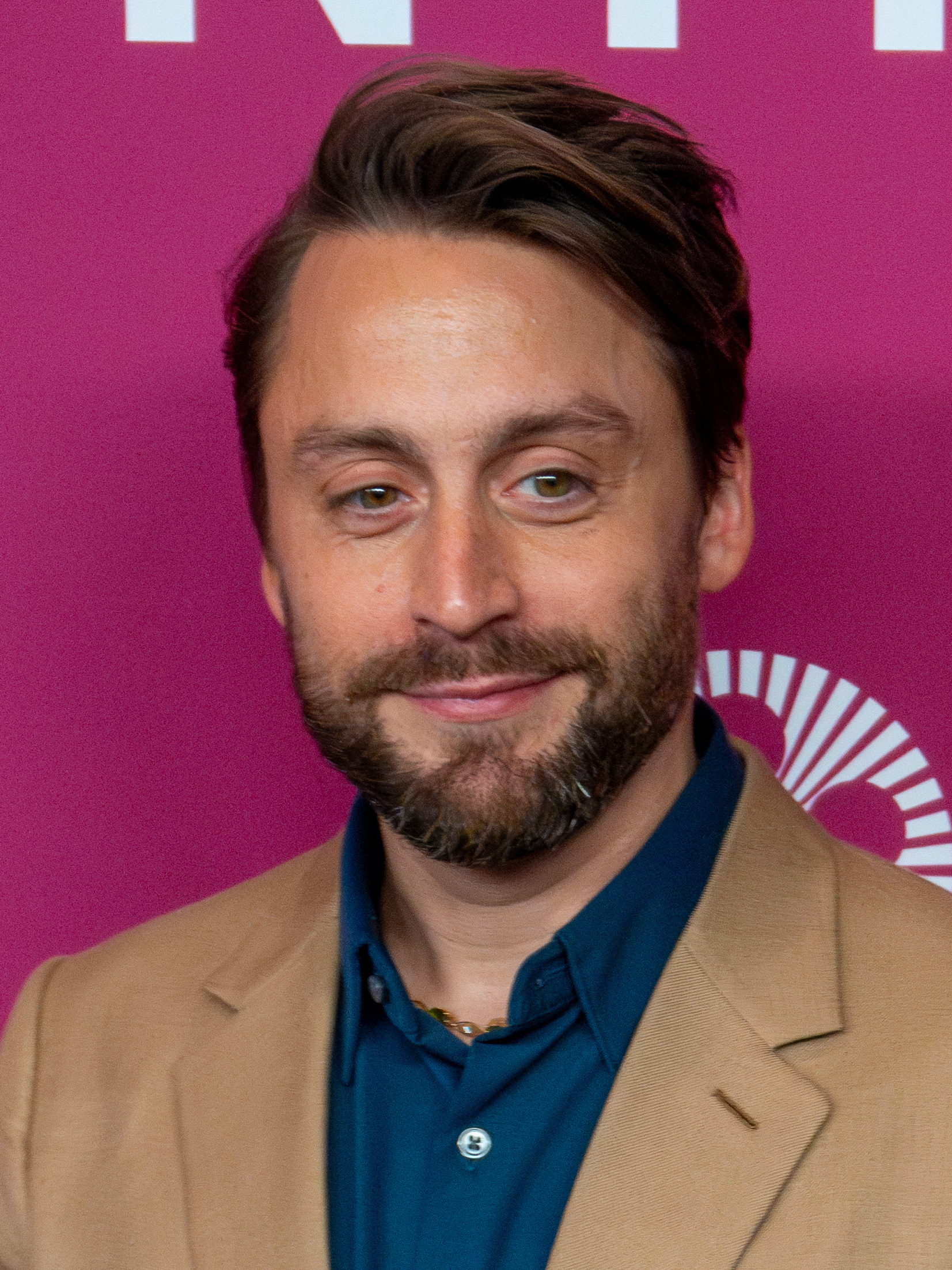
Kieran Culkin, vencedor de Melhor Ator Coadjuvante

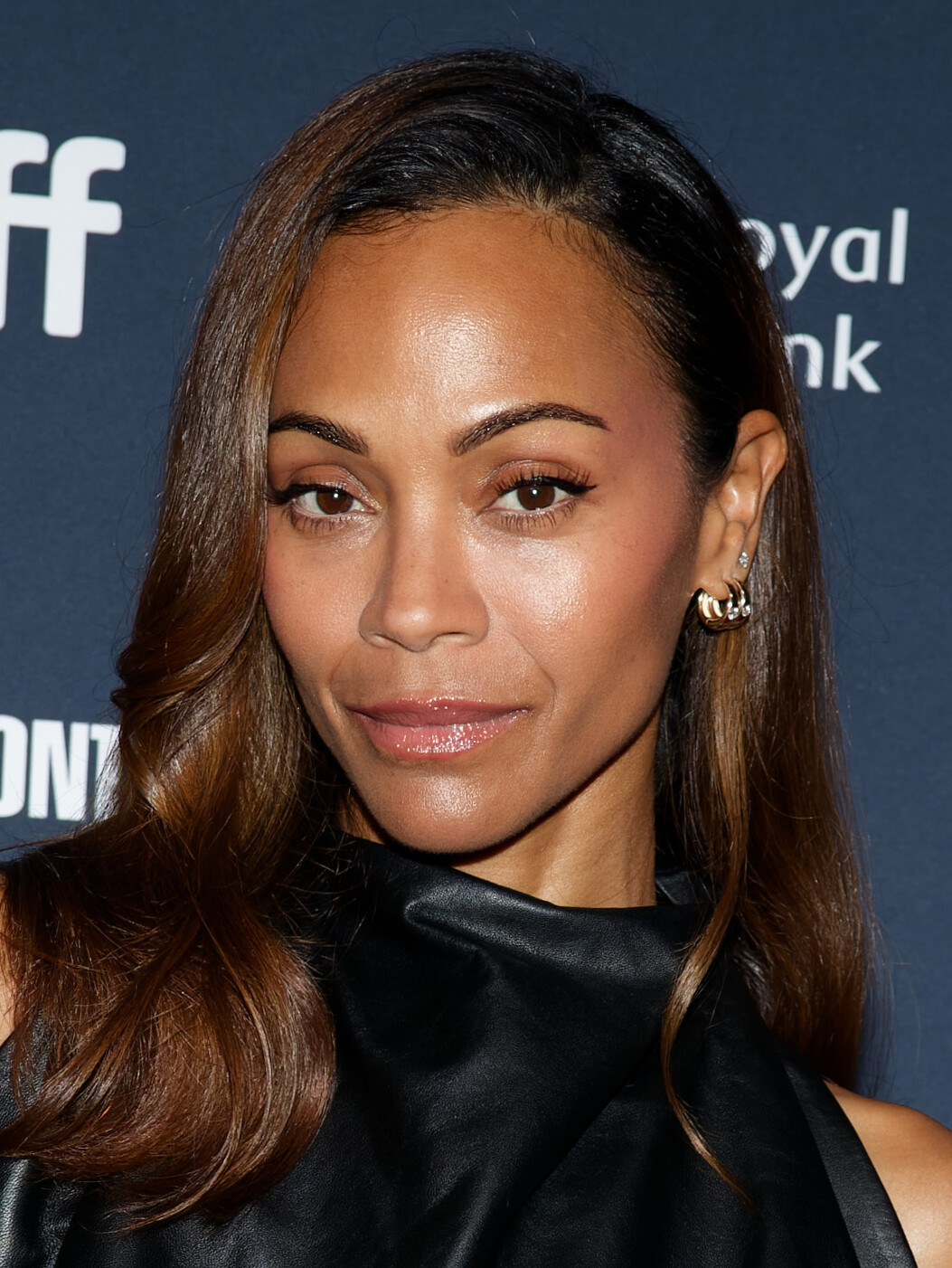
Zoe Saldaña, vencedora de Melhor Atriz Coadjuvante

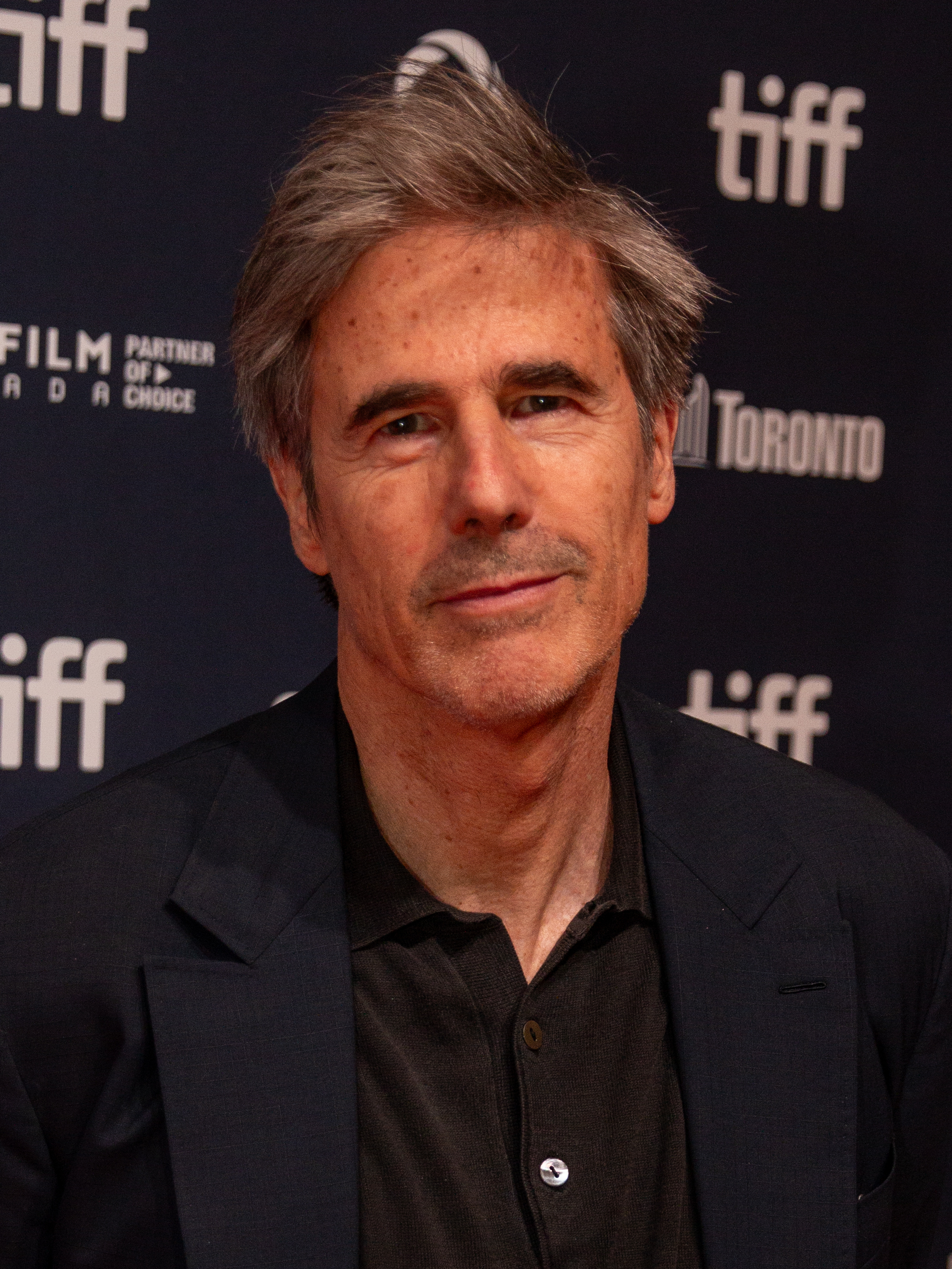
Walter Salles, diretor vencedor pelo Brasil de Melhor Filme Internacional

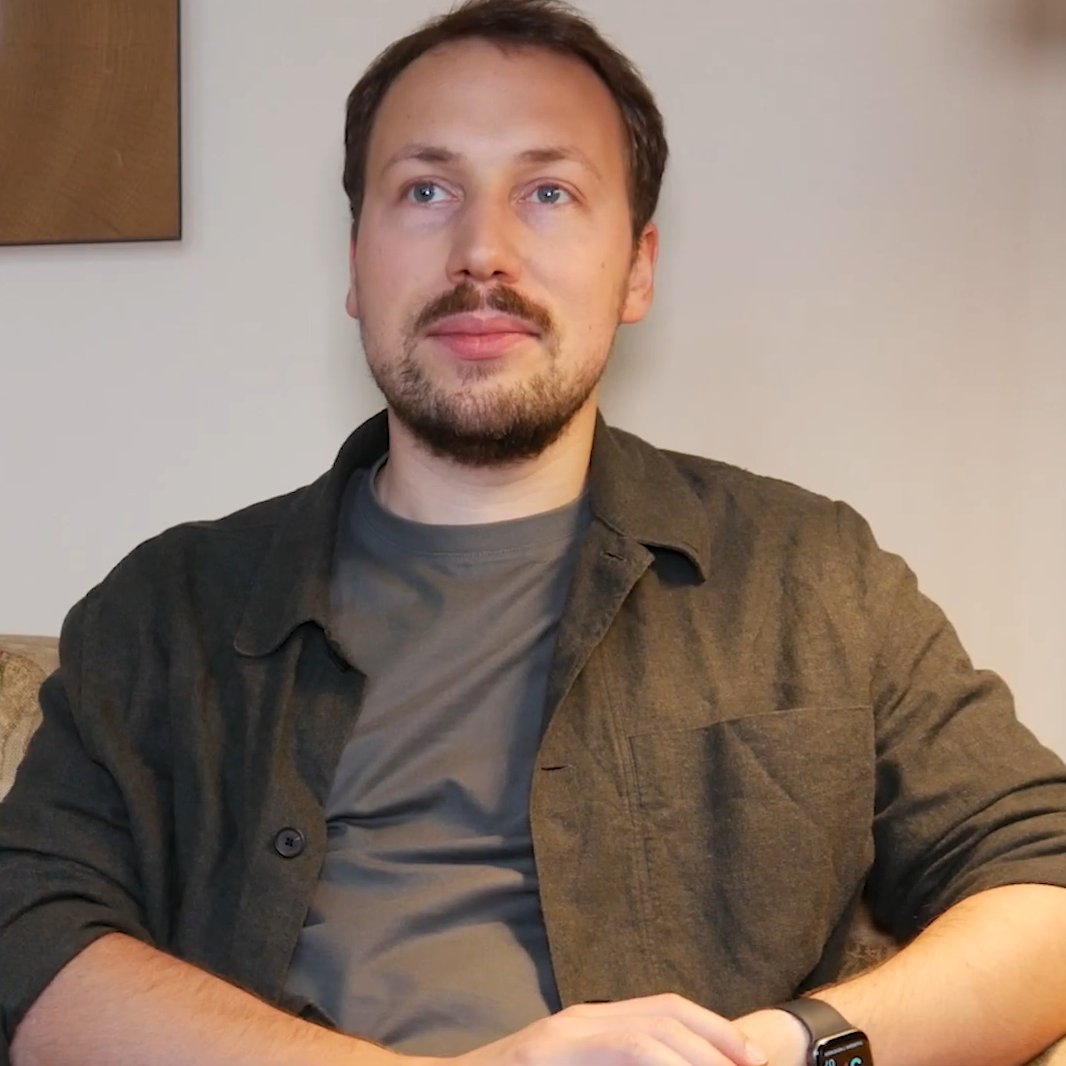
Gints Zilbalodis, co-vencedor de Melhor Filme de Animação

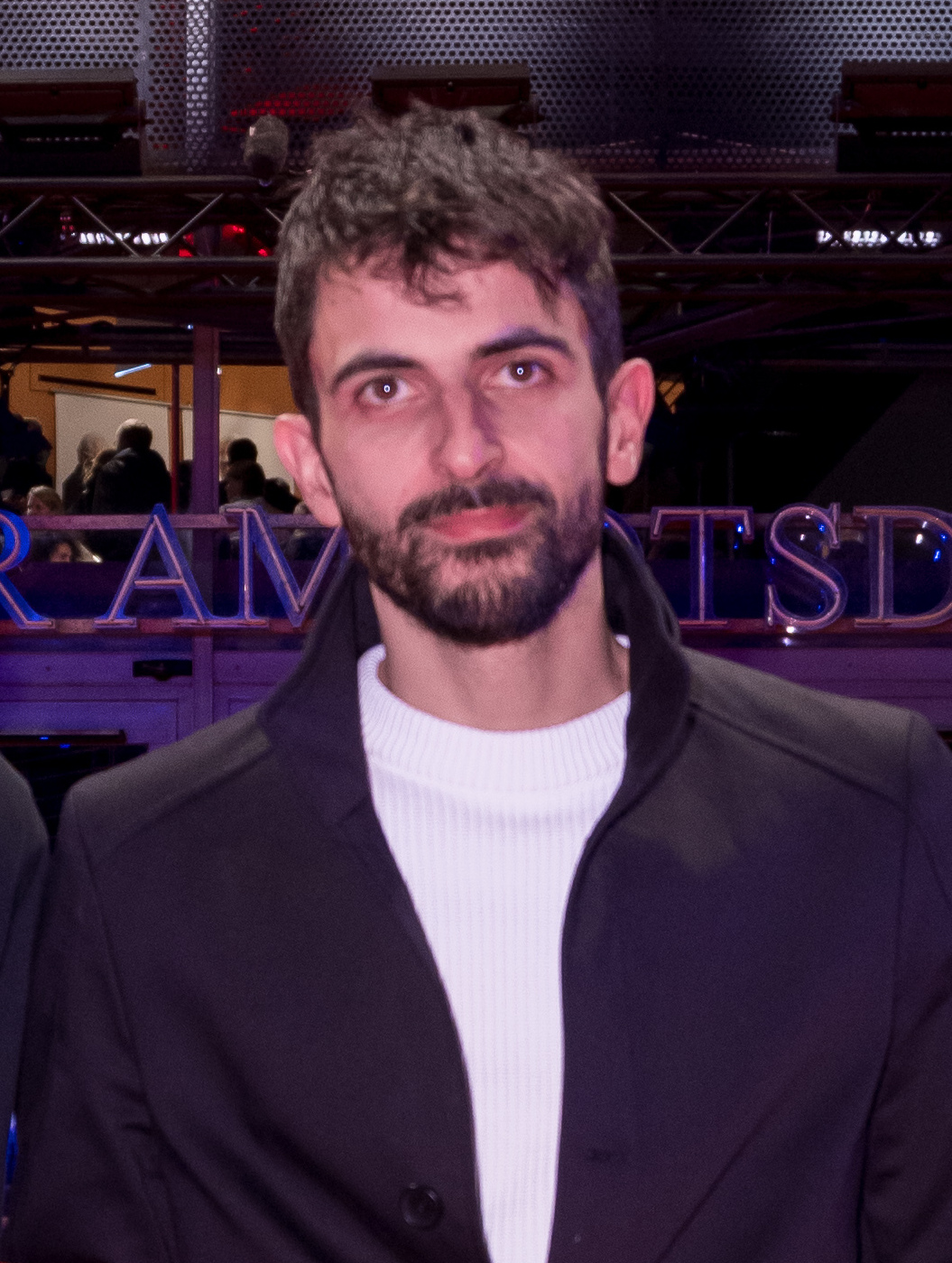
Yuval Abraham, co-vencedor de Melhor Documentário

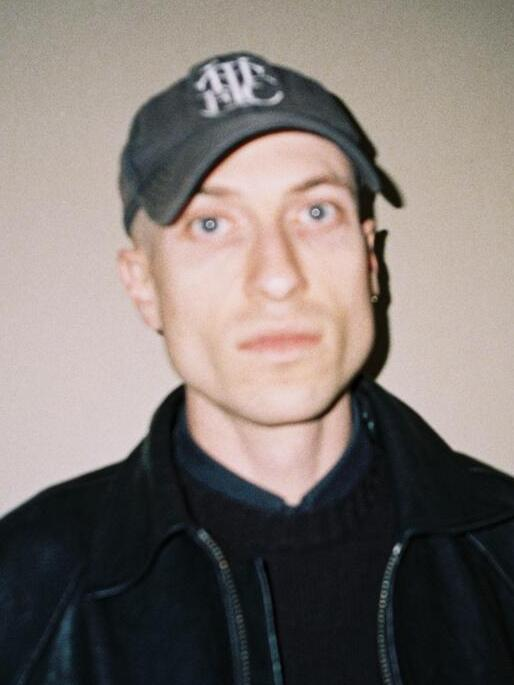
Daniel Blumberg, vencedor de Melhor Trilha Sonora

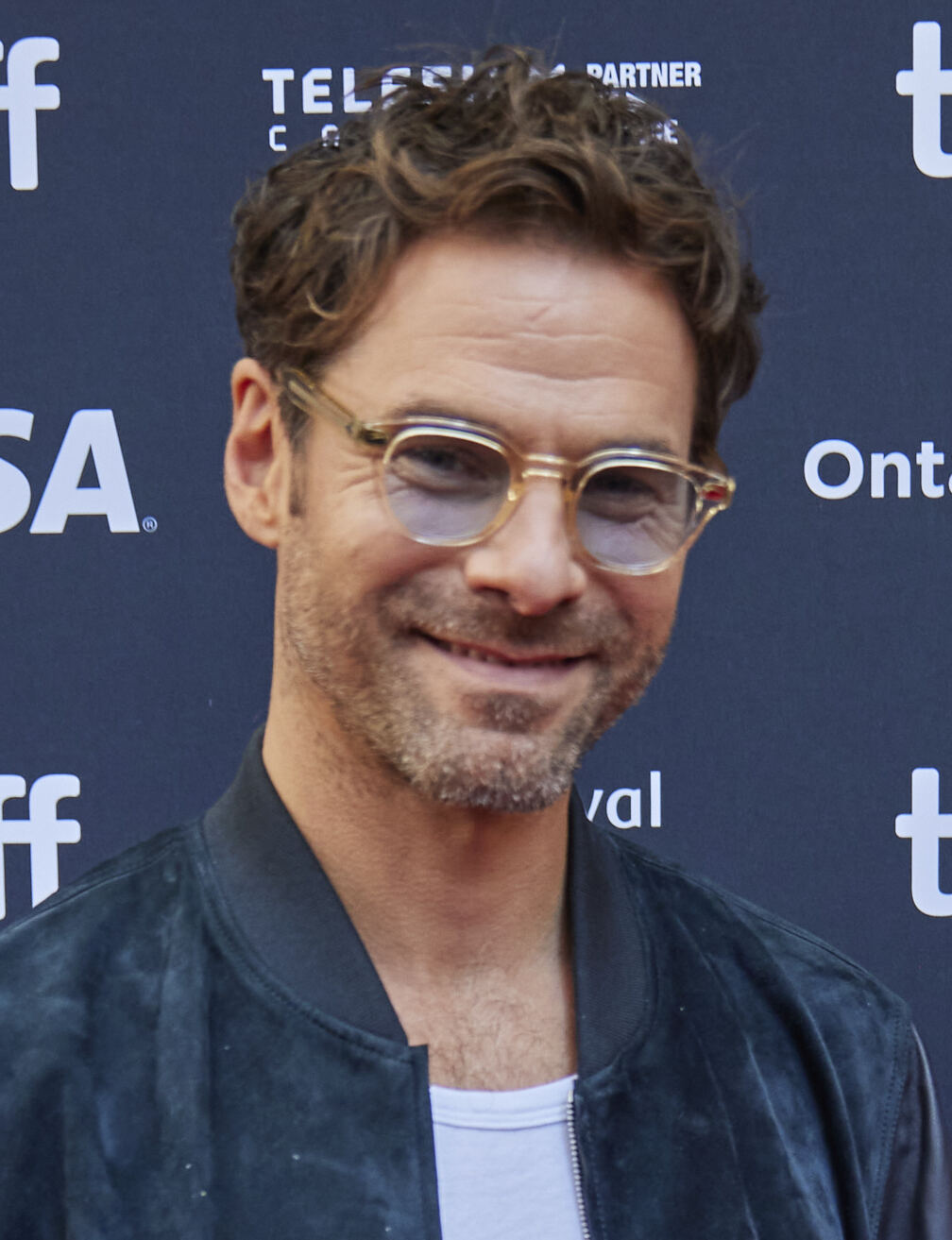
Clement Ducol, co-vencedor de Melhor Canção Original

|  | Indica o(s) vencedor(es) de cada categoria. |

| Melhor Filme Anora – Alex Coco, Samantha Quan, e Sean Baker - Ainda Estou Aqui – Maria Carlota Bruno e Rodrigo Teixeira - O Brutalista – Nick Gordon, Brian Young, Andrew Morrison, D.J. Gugenheim, e Brady Corbet - A Complete Unknown – Fred Berger, James Mangold, e Alex Heineman - Conclave – Tessa Ross, Juliette Howell, e Michael A. Jackman - Dune: Part Two – Mary Parent, Cale Boyter, Tanya Lapointe, e Denis Villeneuve - Emilia Pérez – Pascal Caucheteux e Jacques Audiard - Nickel Boys – Dede Gardner, Jeremy Kleiner, e Joslyn Barnes - A Substância – Coralie Fargeat, Tim Bevan, e Eric Fellner - Wicked – Marc Platt | Melhor Direção/Realização Sean Baker – Anora - Brady Corbet – O Brutalista - Coralie Fargeat – A Substância - Jacques Audiard – Emilia Pérez - James Mangold – A Complete Unknown |
| Melhor Ator/Actor (Principal) Adrien Brody – O Brutalista como László Tóth - Colman Domingo – Sing Sing como John "Divine G" Whitfield - Ralph Fiennes – Conclave como Cardeal Thomas Lawrence - Sebastian Stan – The Apprentice como Donald Trump - Timothée Chalamet – A Complete Unknown como Bob Dylan | Melhor Atriz/Actriz (Principal) Mikey Madison – Anora como Anora "Ani" Mikheeva - Cynthia Erivo – Wicked como Elphaba Thropp - Demi Moore – A Substância como Elisabeth Sparkle - Fernanda Torres – Ainda Estou Aqui como Eunice Paiva - Karla Sofía Gascón – Emilia Pérez como Emilia Pérez / Juan "Manitas" Del Monte                                                                       |
| Melhor Ator/Actor Coadjuvante/Secundário Kieran Culkin – A Real Pain como Benjamin "Benji" Kaplan - Edward Norton – A Complete Unknown como Pete Seeger - Guy Pearce – O Brutalista como Harrison Lee Van Buren - Jeremy Strong – The Apprentice como Roy Cohn - Yura Borisov – Anora como Igor | Melhor Atriz/Actriz Coadjuvante/Secundária Zoe Saldaña – Emilia Pérez como Rita Mora Castro - Ariana Grande – Wicked como Glinda - Felicity Jones – O Brutalista como Erzsébet Tóth - Isabella Rossellini – Conclave como Irmã Agnes - Monica Barbaro – A Complete Unknown como Joan Baez |
| Melhor Argumento/Roteiro Original Anora – Sean Baker - A Real Pain – Jesse Eisenberg - A Substância – Coralie Fargeat - O Brutalista – Brady Corbet e Mona Fastvold - September 5 – Moritz Binder, Tim Fehlbaum e Alex David | Melhor Argumento/Roteiro Adaptado Conclave – Peter Straughan - A Complete Unknown – James Mangold e Jay Cocks - Emilia Pérez – Jacques Audiard, Thomas Bidegain, Léa Mysius e Nicolas Livecchi - Nickel Boys – RaMell Ross e Joslyn Barnes - Sing Sing – Clint Bentley, Greg Kwedar, Clarence Maclin, John "Divine G" Whitfield                                                               |
| Melhor Filme de Animação Straume – Gints Zilbalodis, Matīss Kaža, Ron Dyens e Gregory Zalcman - Inside Out 2 – Kelsey Mann e Mark Nielsen - Memoir of a Snail – Adam Elliot e Liz Kearney - The Wild Robot – Chris Sanders e Jeff Hermann - Wallace & Gromit: Vengeance Most Fowl – Nick Park, Merlin Crossingham e Richard Beek | Melhor Filme Internacional Ainda Estou Aqui ( Brasil) – Walter Salles - Dāne-ye anjīr-e ma'ābed ( Alemanha) – Mohammad Rasoulof - Emilia Pérez ( França) – Jacques Audiard - Pigen med nålen ( Dinamarca) – Magnus von Horn - Straume ( Letónia) – Gints Zilbalodis |
| Melhor Documentário em Longa-metragem No Other Land – Basel Adra, Rachel Szor, Hamdan Ballal e Yuval Abraham - Black Box Diaries – Shiori Itō, Eric Nyari e Hanna Aqvilin - Porcelain War – Brendan Bellomo, Slava Leontyev, Aniela Sidorska e Paula DuPré Pesmen - Soundtrack to a Coup d'Etat – Johan Grimonprez, Daan Milius e Rémi Grellety - Sugarcane – Julian Brave NoiseCat, Emily Kassie e Kellen Quinn | Melhor Documentário em Curta-metragem The Only Girl in the Orchestra – Molly O'Brien e Lisa Remington - Death by Numbers – Kim A. Snyder e Janique L. Robillard - I Am Ready, Warden – Smriti Mundhra e Maya Gnyp - Incident – Bill Morrison e Jamie Kalven - Instruments of a Beating Heart – Ema Ryan Yamazaki e Eric Nyari                                                                 |
| Melhor Curta-metragem em Live Action Ik ben geen robot – Victoria Warmerdam e Trent - A Lien – Sam Cutler-Kreutz e David Cutler-Kreutz - Anuja – Adam J. Graves e Suchitra Mattai - The Last Ranger – Cindy Lee e Darwin Shaw - Čovjek koji nije mogao šutjeti – Nebojša Slijepčević e Danijel Pek | Melhor Animação em Curta-metragem In the Shadow of the Cypress – Shirin Sohani e Hossein Molayemi - Beautiful Men – Nicolas Keppens e Brecht Van Elslande - Magic Candies – Daisuke Nishio e Takashi Washio - Wander to Wonder – Nina Gantz e Stienette Bosklopper - Beurk! – Loïc Espuche e Juliette Marquet                                                                                 |
| Melhor Banda/Trilha Sonora O Brutalista – Daniel Blumberg - Conclave – Volker Bertelmann - Emilia Pérez – Clément Ducol e Camille - The Wild Robot – Kris Bowers - Wicked – John Powell e Stephen Schwartz | Melhor Canção Original "El Mal" de Emilia Pérez – Clément Ducol, Camille e Jacques Audiard - "The Journey" de The Six Triple Eight – Diane Warren - "Like a Bird" de Sing Sing – Abraham Alexander e Adrian Quesada - "Mi Camino" de Emilia Pérez – Camille Dalmais, Clément Ducol - "Never Too Late" de Elton John: Never Too Late – Elton John, Brandi Carlile, Andrew Watt e Bernie Taupin |
| Melhor Som Dune: Part Two – Gareth John, Richard King, Ron Bartlett e Doug Hemphill - A Complete Unknown – Tod A. Maitland, Donald Sylvester, Ted Caplan, Paul Massey e David Giammarco - Emilia Pérez – Erwan Kerzanet, Aymeric Devoldère, Maxence Dussère, Cyril Holtz e Niels Barletta - Wicked – Simon Hayes, Nancy Nugent Title, Jack Dolman, Andy Nelson e John Marquis - The Wild Robot – Randy Thom, Brian Chumney, Gary Rizzo e Leff Lefferts | Melhor Cinematografia/Fotografia O Brutalista – Lol Crawley - Dune: Part Two – Greig Fraser - Emilia Pérez – Paul Guilhaume - Maria – Ed Lachman - Nosferatu – Jarin Blaschke |
| Melhor Design de Produção Wicked – Nathan Crowley e Lee Sandales - Conclave – Suzie Davies e Cynthia Sleiter - Dune: Part Two – Patrice Vermette e Shane Vieau - Nosferatu – Craig Lathrop e Beatrice Brentnerová - O Brutalista – Judy Becker e Patricia Cuccia | Melhor Figurino/Guarda-Roupa Wicked – Paul Tazewell - A Complete Unknown – Arianne Phillips - Conclave – Lisy Christl - Gladiator 2 – Janty Yates e Dave Crossma - Nosferatu – Linda Muir |
| Melhor Maquiagem/Maquilhagem e Penteados A Substância – Pierre-Oliver Persin, Stéphanie Guillon e Marilyne Scarselli - A Different Man – Mike Marino, David Presto e Crystal Jurado - Emilia Pérez – Julia Floch Carbonel, Emmanuel Janvier e Jean-Christophe Spadaccini - Nosferatu – David White, Traci Loader e Suzanne Stokes-Munton - Wicked – Frances Hannon, Laura Blount e Sarah Nuth | Melhor Edição/Montagem Anora – Sean Baker - Conclave – Nick Emerson - Emilia Pérez – Juliette Welfling - O Brutalista – David Jancso - Wicked – Myron Kerstein |
| Melhores Efeitos Visuais Dune: Part Two – Paul Lambert, Stephen James, Rhys Salcombe e Gerd Nefzer - Alien: Romulus – Eric Barba, Nelson Sepulveda-Fauser, Daniel Macarin e Shane Mahan - Better Man – Luke Millar, David Clayton, Keith Herft e Peter Stubbs - Kingdom of the Planet of the Apes – Erik Winquist, Stephen Unterfranz, Paul Story e Rodney Burke - Wicked – Pablo Helman, Jonathan Fawkner, David Shirk e Paul Corbould | |

### Filmes com mais indicações e prêmios
| Indicações | Filme              |
| ---------- | ------------------ |
| 13         | Emilia Pérez       |
| 10         | O Brutalista       |
| 10         | Wicked             |
| 8          | A Complete Unknown |
| 8          | Conclave           |
| 6          | Anora              |
| 5          | Dune: Part Two     |
| 5          | A Substância       |
| 4          | Nosferatu          |
| 3          | Ainda Estou Aqui   |
| 3          | Sing Sing          |
| 3          | The Wild Robot     |
| 2          | The Apprentice     |
| 2          | Straume            |
| 2          | Nickel Boys        |
| 2          | A Real Pain        |

| Prêmios | Filme          |
| ------- | -------------- |
| 5       | Anora          |
| 3       | O Brutalista   |
| 2       | Dune: Part Two |
| 2       | Emilia Pérez   |
| 2       | Wicked         |

## Apresentadores e interpretações musicais
Os seguintes apresentaram prêmios e apresentaram números musicais.
| Nome(s)                                                            | Função                                                                                                   |
| ------------------------------------------------------------------ | --- |
| Nick Offerman                                                      | Locutor do 97.º Oscar                                                                                    |
| Robert Downey Jr.                                                  | Apresentou o prêmio de Melhor Ator Coadjuvante                                                           |
| Andrew Garfield Goldie Hawn                                        | Apresentaram os prêmios de Melhor Animação e Melhor Curta Metragem de Animação                           |
| Lily-Rose Depp Elle Fanning John Lithgow Connie Nielsen Bowen Yang | Apresentaram o prêmio de Melhor Figurino                                                                 |
| Amy Poehler                                                        | Apresentou os prêmios de Melhor Roteiro Original e Melhor Roteiro Adaptado                               |
| Scarlett Johansson June Squibb                                     | Apresentaram o prêmio de Melhor Maquiagem e Penteados                                                    |
| Halle Berry                                                        | Apresentou o Governors Awards e o tributo James Bond a Barbara Broccoli e Michael G. Wilson              |
| Daryl Hannah                                                       | Apresentou o prêmio de Melhor Edição                                                                     |
| Da'Vine Joy Randolph                                               | Apresentou o prêmio de Melhor Atriz Coadjuvante                                                          |
| Ben Stiller                                                        | Apresentou o prêmio de Melhor Design de Produção                                                         |
| Mick Jagger                                                        | Apresentou o prêmio de Melhor Canção Original                                                            |
| Selena Gomez Samuel L. Jackson                                     | Apresentaram os prêmios de Melhor Documentário de Curta-metragem e Melhor Documentário de Longa-metragem |
| Miley Cyrus Miles Teller                                           | Apresentaram o prêmio de Melhor Som                                                                      |
| Gal Gadot Rachel Zegler                                            | Apresentaram os prêmios de Melhores Efeitos Visuais                                                      |
| Ana de Armas Sterling K. Brown                                     | Apresentaram o prêmio de Melhor Curta-Metragem em Live Action                                            |
| Morgan Freeman                                                     | Apresentou o tributo a Gene Hackman e o segmento "In Memoriam"                                           |
| Joe Alwyn Dave Bautista Willem Dafoe Alba Rohrwacher Zoe Saldaña   | Apresentaram o prêmio de Melhor Fotografia                                                               |
| Penélope Cruz                                                      | Apresentou o prêmio de Melhor Filme Internacional                                                        |
| Mark Hamill                                                        | Apresentou o prêmio de Melhor Trilha Sonora Original                                                     |
| Whoopi Goldberg Oprah Winfrey                                      | Apresentaram o tributo a Quincy Jones                                                                    |
| Cillian Murphy                                                     | Apresentou o prêmio de Melhor Ator                                                                       |
| Quentin Tarantino                                                  | Apresentou o prêmio de Melhor Diretor                                                                    |
| Emma Stone                                                         | Apresentou o prêmio de Melhor Atriz                                                                      |
| Billy Crystal Meg Ryan                                             | Apresentaram o prêmio de Melhor Filme                                                                    |

| Nome                                        | Papel             | Trabalho |
| ------------------------------------------- | ----------------- | --- |
| Michael Bearden                             | Diretor de música | Dirigiu a orquestra |
| Cynthia Erivo Ariana Grande                 | Intérpretes       | Medley de Wicked: "Over the Rainbow" "Home" "Defying Gravity"                                                                           |
| Conan O'Brien                               | Intérprete        | "I Won't Lose Time" durante o segmento de abertura                                                                                      |
| Margaret Qualley (dança) Lisa Doja Cat Raye | Intérpretes       | Tributo James Bond a Barbara Broccoli e Michael G. Wilson: "Live and Let Die" (Lisa) "Diamonds are Forever" (Doja Cat) "Skyfall" (Raye) |
| Los Angeles Master Chorale                  | Intérpretes       | "Lacrimosa" de Requiem de Mozart durante o segmento "In Memoriam"                                                                       |
| Queen Latifah                               | Intérprete        | "Ease on Down the Road" durante o tributo a Quincy Jones                                                                                |

## Governors Awards
Em 12 de junho de 2024, a Academia anunciou seus vencedores da 15.ª cerimônia anual do Governors Awards, que foi realizada em 17 de novembro de 2024, durante a qual foram apresentados os seguintes prêmios:

### Oscar Honorário
- Quincy Jones – "O gênio artístico e a criatividade incansável de Quincy Jones fizeram dele uma das figuras musicais mais influentes de todos os tempos".
- Juliet Taylor – "escalou filmes icônicos e amados e abriu um novo caminho para a área".

### Prêmio Humanitário Jean Hersholt
- Richard Curtis – "é um brilhante contador de histórias cômicas cujos enormes esforços de caridade incorporam o significado do Prêmio Humanitário Jean Hersholt".

### Prêmio Memorial Irving G. Thalberg
- Michael G. Wilson e Barbara Broccoli – "uma prova de seu sucesso como produtores da série de filmes Bond, favorita dos fãs, e de sua contribuição para o cenário teatral da indústria".

## Informações da cerimônia
A 97.ª cerimônia de entrega dos Oscars aconteceu em 2 de março de 2025, data anunciada pela Academia de Artes e Ciências Cinematográficas (AMPAS) e pela ABC. Este foi o quarto ano consecutivo em que a cerimônia aconteceu em março, depois de registrar aumentos constantes na audiência nos últimos três anos.

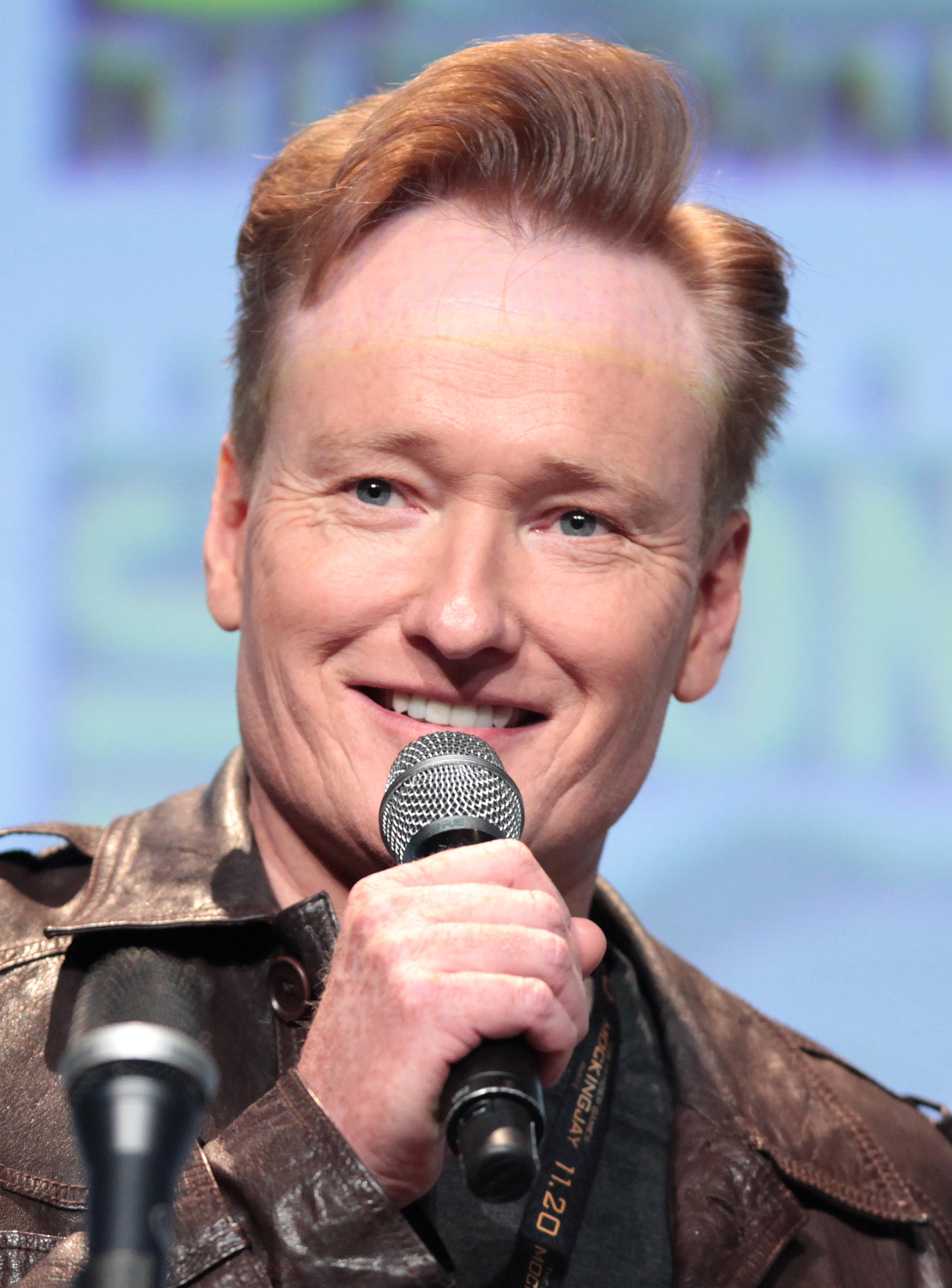
Conan O'Brien, apresentador do Oscar 2025.

Em julho de 2024, o comediante Jimmy Kimmel recusou apresentar a cerimônia pela terceira vez consecutiva (quinta vez no total), devido à sobrecarga de horários com o seu programa Jimmy Kimmel Live!. John Mulaney também rejeitou o convite. Em novembro de 2024, foi anunciado pela Academia que o comediante Conan O'Brien iria apresentar a cerimônia pela primeira vez.
Esta foi a segunda cerimônia em que os prêmios foram entregues com base nos requisitos das Normas de Inclusão da Academia, anunciadas em setembro de 2020, que entraram em vigor oficial e estritamente na edição anterior: para ser elegível à categoria de Melhor Filme, um elenco deve incluir grupos raciais ou étnicos sub-representados, bem como a contratação de uma equipe de frente e de bastidores também composta por mulheres, pessoas pertencentes à comunidade LGBTQ+ ou com deficiência cognitiva e/ou física.
Além disso, a partir desta cerimônia, entrou em vigor outra regra adotada pela Academia para proteger a distribuição da expansão dos serviços de streaming: para receber o prêmio de Melhor Filme, os filmes deveriam ficar em exibição nos cinemas por pelo menos uma semana. Além do mais, para um filme ser elegível a Melhor Filme deveria ser lançado até 24 de janeiro de 2025.